# Djupön-Träskön
För andra betydelser, se Träskön.
Djupön-Träskön är en ö i Finland.   Den ligger i kommunen Kimitoön i den ekonomiska regionen  Åboland  och landskapet Egentliga Finland, i den södra delen av landet, 140 km väster om huvudstaden Helsingfors.
```
Djupön-Träskön ligger söder om 
Biskopsö
. Ön bebos året runt av ett par som bedriver trädgårdsodling.
[
2
]
```